# 930 (číslo)
Devět set třicet je přirozené číslo. Římskými číslicemi se zapisuje CMXXX a řeckými číslicemi ϡλ´. Následuje po čísle devět set dvacet devět a předchází číslu devět set třicet jedna.

## Matematika
930 je:
- Abundantní číslo
- Složené číslo
- Nešťastné číslo

## Astronomie
- (930) Westphalia je planetka hlavního pásu, kterou objevil v roce 1920 Walter Baade

## Roky
- 930
- 930 př. n. l.